# Ljudevit Posavski
Ljudevit (latin : Liudewitus ou Liduit, en serbe cyrillique : Људевит), mort en 823, est, en 810, un prince (knèze) de la Posavine, également appelée « Croatie pannonienne » (Panonska Hrvatska). Certaines sources l'appellent « duc de Pannonie méridionale » (latin : dux Pannoniae inferioris). Sa résidence était à Sisak en Posavine, d'où son surnom de Ljudevit Posavski (en serbe cyrillique : Људевит Посавски).

## Biographie
Après les guerres des Francs contre les Avars et la victoire définitive de Charlemagne en 805, de nombreuses tribus des Slaves occidentaux se soumettent à la suprématie de l'Empire carolingien. Le margrave Éric de Frioul tient également sous sa coupe des secteurs importants de la Liburnie et de la Dalmatie sur la côte Adriatique.
Selon les Annales regni Francorum, Ljudevit règne sur les domaines de la Posavine (que l'historiographie hongroise appelle « Pannonie méridionale ») entre les rivières Drave et Save. Il entre de plus en plus souvent en conflit avec les margraves francs qui sous le règne de l'empereur Louis le Pieux ont continué de se comporter en despotes. Après plusieurs essais infructueux pour émettre une plainte à la cour impériale, une insurrection armée éclata en 819.
Ljudevit combat la domination des Francs qui appuient son oncle, le prince Borna de Dalmatie († 821), mais il unifie pour la première fois une grande partie des tribus croates dans ce but. Ses forces, renforcées par les Carantanes alliés, repoussèrent plusieurs attaques des Francs ; toutefois, en 822, elles furent battues par les troupes du margrave Baldéric de Frioul. Vaincu, Ljudevit doit se réfugier en Dalmatie auprès du knèze Ljudemut qui le fait assassiner en 823.
Ljudevit avait libéré la Posavine de la domination des Francs, et unifia une partie des tribus croates et serbes dans ce but. Il est accepté facilement par les Serbes en Dalmatie, car les Croates et les Serbes n'ont pas encore été séparés par le christianisme (de rite latin pour les premiers, de rite grec pour les seconds), sont toujours fidèles aux dieux de la mythologie slave et parlent le même slave commun, langue de tous les Slaves du sud, du nord et de l'est (voir Langues slaves).

## Source
- (en) Florin Curta, Southeastern Europe in the Middle Ages, Cambridge, Cambridge University Press, 2006 (ISBN 9780511222788)